# Ursaab

Logo des Ursaab

Der Saab 92001 oder Ursaab (schwedisch: Ursaab) war ein Prototyp und das erste Automobil von Saab. Vorgestellt am 10. Juni 1947, war er die Basis für die Entwicklung des ab 1949 verkauften Saab 92.
Das Fahrzeug befindet sich heute im Saab-Museum (Saab Bilmuseum) in Trollhättan.

## Geschichte
Überlegungen zur Entwicklung eines Kompaktwagens bestanden bei Saab unter der Bezeichnung Projekt 92 seit 1944. Da der schwedische Flugzeugbauer Svenska Aeroplan Aktiebolaget (SAAB) mit erheblichen Produktionsrückgängen durch das Kriegsende rechnete, wurden verschiedene Konzepte entwickelt, um das Werk weiterhin auszulasten – zur Debatte standen neben dem Motorrad- oder Fahrzeugbau auch die Fertigung von Fertighäusern, Einbauküchen oder Schiffen mit Leichtmetallrumpf.
Die Entwicklung fand ab 1945 unter der technischen Leitung des Ingenieurs Gunnar Ljungström (1905–1999) statt, der Karosserieentwurf stammte von dem Industriedesigner Sixten Sason. Von den 16 Entwicklern hatten nur zwei – Ljungström und der auch als Testfahrer fungierende Rolf Mellde – einen Führerschein. Das Fahrzeug sollte leicht und aerodynamisch sein sowie Platz für vier Personen bieten. Sven Otterbeck, der stellvertretende Generaldirektor, formulierte die Ansprüche so:

„Denkt daran, dass Europa durch den Krieg verarmt ist – das Auto muss anspruchslos und billig sein…“

Umfangreiche Strömungsversuche wurden mit einem Holzmodell (Maßstab 1:10) im firmeneigenen Windkanal durchgeführt, sodass der „Ursaab“ einen für die damalige Zeit außergewöhnlich guten {\displaystyle c_{\mathrm {w} }}-Wert von 0,32 erreichte.
Die Stromlinienform sollte vor allem der Verbrauchssenkung dienen: „Wenn die Form dieses Autos dazu beiträgt, 100 Liter Kraftstoff pro Jahr einzusparen, ist schon allein damit sein froschartiges Aussehen gerechtfertigt“ (Gunnar Ljungström).
Zwei weiterentwickelte, seriennähere Prototypen, 92002 und 92003, entstanden im Mai beziehungsweise Juni 1947. Änderungen betrafen unter anderem die massiven, schweren Türen des Ursaab sowie die verkleideten Radhäuser, in denen sich im harten schwedischen Winter Schnee und Schmutz sammelten.
92002 wurde neben dem Ursaab, der zu diesem Zeitpunkt rund 50.000 km auf Testfahrten zurückgelegt hatte, am 15. Juni 1947 am Stammsitz Linköping der schwedischen Presse vorgestellt. Zwischen der Vorstellung der Prototypen und dem Beginn der Serienproduktion lagen noch einmal rund zwei Jahre.

## Konstruktion
Der Ursaab hatte Frontantrieb und einen quer eingebauten Parallel-Twin-Zweitaktmotor aus der DKW Meisterklasse – die gesamte technische Konzeption ähnelte den vor dem Zweiten Weltkrieg in Schweden sehr erfolgreichen Frontwagen von DKW. Der Motor hatte einen Hubraum von 692 cm³ (Bohrung × Hub: 76 mm × 76 mm) und leistete 14 kW (20 PS) bei 3500 /min. Die Höchstgeschwindigkeit lag dank der guten Aerodynamik bei mehr als 110 km/h, rund 20 km/h über der eines identisch motorisierten DKW.
Mit seiner selbsttragenden Karosserie und Einzelradaufhängung rundum hatte der Ursaab sehr moderne Konstruktionsmerkmale. Die Karosseriebleche des Prototyps wurden von Hand auf hölzernen Formen gefertigt.

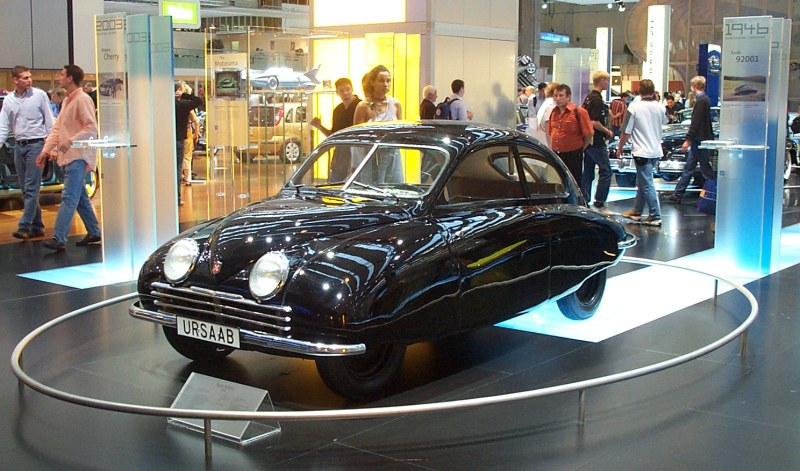
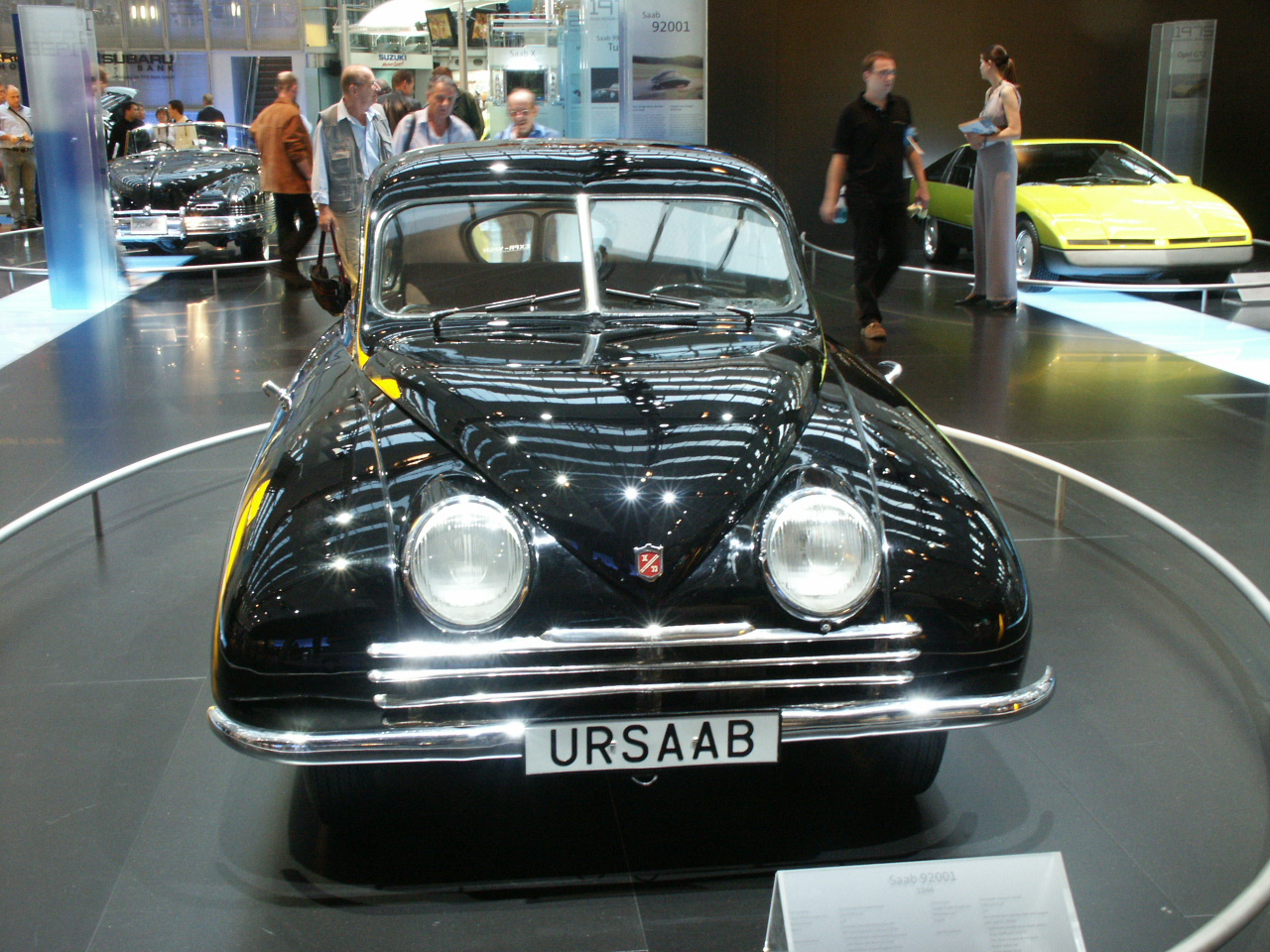
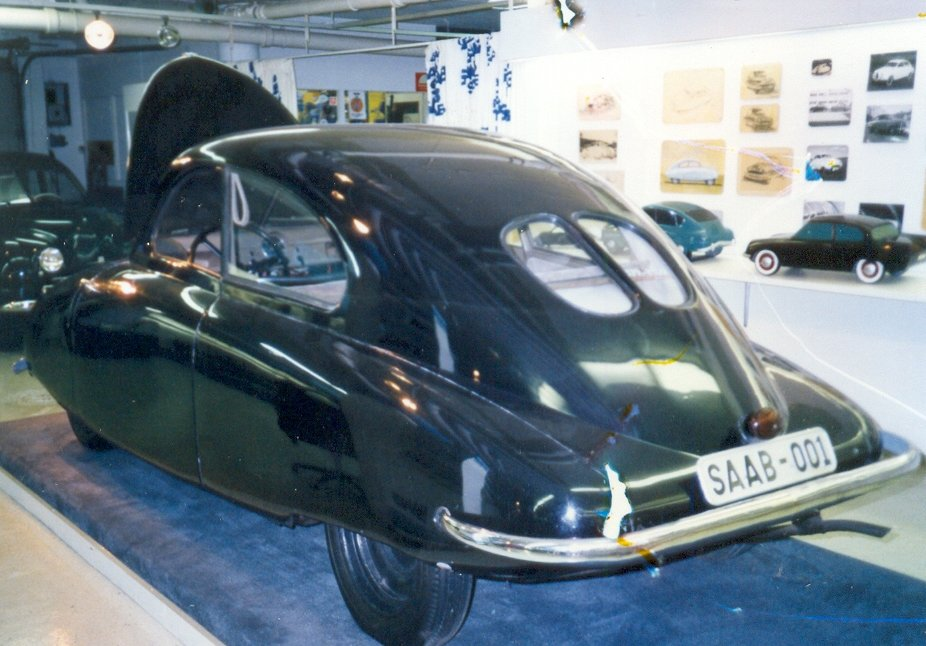

## Wirkung

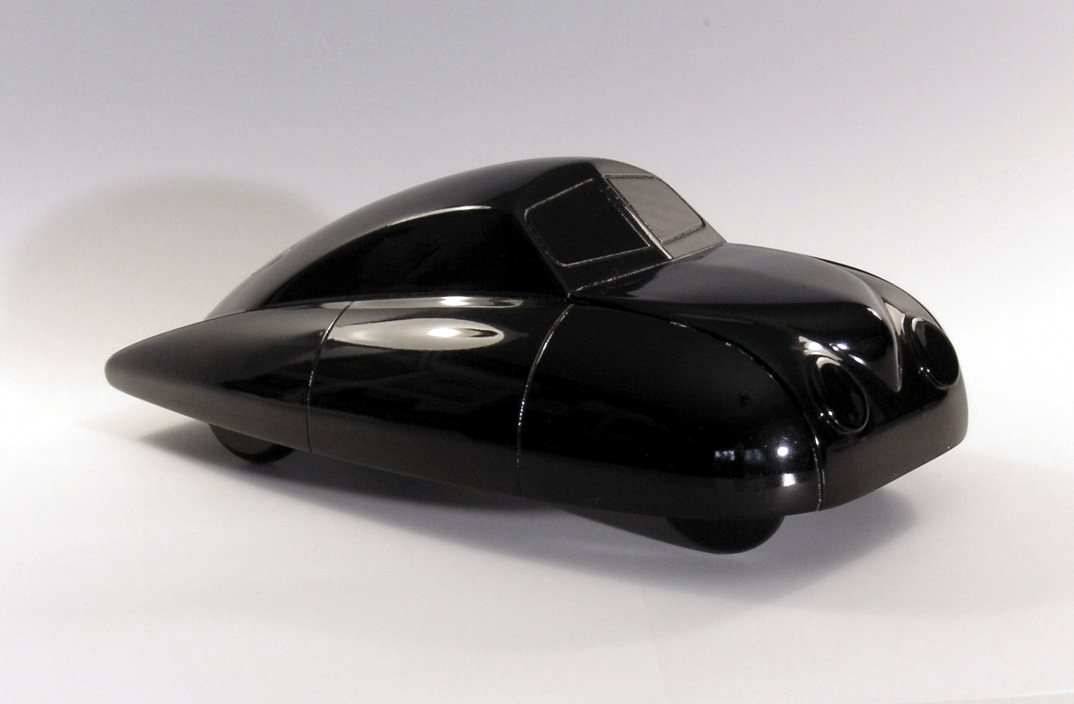
Saab 001 Concept Auto von Playsam

Der Designer Ulf Hanses entwarf für den schwedischen Spielzeughersteller Playsam das hölzerne Modellauto Saab 001 Concept Auto, das automobilförmige Schaukelpferd Rocking Car und das Roadster Auto, die auf das Design des Ursaab anspielen.